# 巴圖林
巴圖林（烏克蘭語：Батурин，羅馬化：Baturyn，發音：[bɐˈturɪn] ⓘ）是烏克蘭北部切爾尼戈夫州尼任區巴图林市镇内的城市及其行政中心。位於謝伊姆河畔，距離州府切爾尼戈夫111公里，始建於1625年，面積7平方公里，海拔高度134米，2011年人口2,758。